# Antv
antvは、南ジャカルタに拠点を置くインドネシアの地上波テレビネットワークである。 ビシ・メディア・アジアが所有している。